# Vyšná Slaná
Vyšná Slaná este o comună slovacă, aflată în districtul Rožňava din regiunea Košice. Localitatea se află la altitudinea de 491 m deasupra n.m., se întinde pe o suprafață de 15,36 km2 și în 2017 număra 469 de locuitori.

## Istoric
Localitatea Vyšná Slaná este atestată documentar din 1362.

## Demografie
| An:                | 1994 | 2004   | 2014   | 2024    |
| ------------------ | ---- | ------ | ------ | ------- |
| Număr de persoane: | 582  | 529    | 505    | 422     |
| Diferență:         |      | −9,10% | −4,53% | −16,43% |

| An:                | 2023 | 2024   |
| ------------------ | ---- | ------ |
| Număr de persoane: | 420  | 422    |
| Diferență:         |      | +0,47% |